# Stenolophus humidus
Stenolophus humidus är en skalbaggsart som beskrevs av Hamilton. Stenolophus humidus ingår i släktet Stenolophus och familjen jordlöpare. Inga underarter finns listade i Catalogue of Life.